# Leverella novaeguineae
Leverella novaeguineae är en tvåvingeart som beskrevs av Baranov 1934. Leverella novaeguineae ingår i släktet Leverella och familjen parasitflugor. Inga underarter finns listade i Catalogue of Life.